# 데이터 고고학
데이터 고고학(data archaeology)은 기술적인 의미에서 이제 더 이상 사용되지 않는 미디어 또는 형식으로 인코딩 및 암호화된 컴퓨터 데이터를 복구하는 기술과 과학을 의미한다. 데이터 고고학은 자연재해나 인간의 실수로 인해 손상된 전자 형식에서 정보를 복구하는 것을 의미할 수도 있다.
플로피 디스크, 자기 테이프, 펀치 카드와 같은 오래되고 구식이거나 더 이상 사용되지 않는 저장 형식에 갇힌 오래된 데이터를 구출 및 복구하고 해당 데이터를 보다 사용 가능한 형식으로 변환/전송하는 작업이 수반된다.
사회 과학의 데이터 고고학에는 일반적으로 데이터 세트의 출처와 기록, 그리고 이러한 데이터 세트의 구성에 대한 조사가 포함된다. 여기에는 데이터의 전체 계보, 데이터의 성격과 특징, 품질과 진실성, 그리고 이것이 데이터세트의 분석과 해석에 미치는 영향을 매핑하는 작업이 포함된다.
데이터 고고학 수행 결과는 데이터 분석에서 구문 분석된 결론을 신뢰할 수 있는 수준에 영향을 미친다.
데이터 고고학이라는 용어는 원래 1993년 GODAR(Global Oceanographic Data Archeology and Rescue Project)의 일부로 등장했다. 데이터 고고학의 원래 원동력은 기후 변화 이론을 테스트하는 데 귀중한 증거를 제공할 수 있는 오래된 컴퓨터 테이프에 저장된 기후 조건에 대한 컴퓨터화된 기록을 복구해야 한다는 필요성에서 비롯되었다. 이러한 접근 방식을 통해 1966년 9월 23일 Nimbus 2 위성에 의해 포착된 북극 이미지를 이러한 유형의 데이터에서 볼 수 있었던 것보다 더 높은 해상도로 재구성할 수 있었다.
NASA는 또한 LOIRP(Lunar Orbiter Image Recovery Project)의 예시처럼 데이터 고고학자의 서비스를 활용하여 1960년대 빈티지 컴퓨터 테이프에 저장된 정보를 복구한다.

## 같이 보기
- 데이터 열화
- 데이터 보존
- 디지털 아카이브
- 지식 추출